# Paul Friedrich von Wyss
Paul Friedrich von Wyss (* 24. Dezember 1844 in Zürich; † 26. Januar 1888 auf Teneriffa) war ein Schweizer Jurist und Rechtswissenschaftler.

## Leben
Paul Friedrich von Wyss war der älteste Sohn des Rechtshistorikers Friedrich von Wyss, Rechtsprofessor an der Universität Zürich. Er studierte Rechtswissenschaften an der Universität Zürich, Georg-August-Universität Göttingen und der Friedrich-Wilhelms-Universität zu Berlin. 1867 wurde er mit der Arbeit Die Haftung für fremde culpa nach römischem Recht promoviert. 1869 wurde er Bezirksrichter in Zürich. 1874 erhielt er einen Ruf als Ordinarius für Schweizerisches Zivilrecht an die Universität Basel und trat die Nachfolge von Johannes Schnell an. Paul Friedrich von Wyss war wesentlich an der Entstehung des Schweizer Obligationenrechts beteiligt.
Im Oktober 1880 verliess er aufgrund einer Lungenschwindsucht Europa und siedelte sich mit seiner Frau und einem Teil seiner Kinder auf Teneriffa an. 1888 verstarb er an seiner Krankheit.

## Schriften
- Die Haftung für fremde culpa nach römischem Recht, 1867 (Dissertation)
- Schweizerische Rechtsgesetzgebung von 1875, 1876 und 1877, Zeitschrift für Schweizerisches Recht, Bd. XX und XXI, 1872
- Rechtskraft der Grundprotokoll-Einträge, Zeitschrift für Schweizerisches Recht, Bd. XVII, 1872
- Beiträge zu den Schweizerischen Hypothekarrechten, Zeitschrift für Schweizerisches Recht, Bd. XIX, 1872
- Kollision und Wandelbarkeit ehelicher Güterrechte, Zeitschrift für Schweizerisches Recht, Bd. XIX, 1872
- Bemerkungen zum ersten Teile des Obligationenrechtsentwurfs, 1874
- Reise-Skizzen aus Teneriffa, 1892 (posthum)

## Lektüre
- Gerold Meyer von Knonau: Wyß, Paul Friedrich von. In: Allgemeine Deutsche Biographie (ADB). Band 44, Duncker & Humblot, Leipzig 1898, S. 426 f.

| Personendaten    | Personendaten                              |
| ---------------- | ------------------------------------------ |
| NAME             | Wyss, Paul Friedrich von                   |
| KURZBESCHREIBUNG | Schweizer Jurist und Rechtswissenschaftler |
| GEBURTSDATUM     | 24. Dezember 1844                          |
| GEBURTSORT       | Zürich                                     |
| STERBEDATUM      | 26. Januar 1888                            |
| STERBEORT        | Teneriffa                                  |